# دزد سیاهپوش
دزد سیاهپوش فیلمی به کارگردانی امیر شروان محصول سال ۱۳۴۷ است.

## داستان فیلم
دو برادر در کودکی طی حادثه‌ای از یکدیگر دور می‌افتند و پس از مدت‌ها وقتی یکدیگر را می‌یابند که یکی معروف به «دزد سیاهپوش» و دیگری نمایندهٔ قانون است. دو برادر در برابر احساس پیوند، عشق و قانون قرار می‌گیرند. از این پس حوادث زیادی روی می‌دهد که طی آن‌ها «دزد سیاهپوش» نشان می‌دهد که به زندگی طبیعی و درست باز نخواهد گشت و این چنین است که دو برادر برابر هم می‌ایستند، اما یک حادثه آن دو را به خود می‌آورد و برادر بزرگتر موفق می‌شود که برای همیشه ماجراهای «دزد سیاهپوش» را به بایگانی خاطره‌ها بسپارد.

## بازیگران
| بازیگر              | نقش | صداپیشه |
| ------------------- | --- | ------- |
| بهروز وثوقی         |     |         |
| پوری بنایی          |     |         |
| تقی ظهوری           |     |         |
| کتایون امیرابراهیمی |     |         |
| عبدالله بوتیمار     |     |         |
| فرخ‌لقا هوشمند       |     |         |
| هوشنگ بهشتی         |     |         |
| جهانگیر غفاری       |     |         |
| صمد صباحی           |     |         |